# Орловское сельское поселение (Орловский район, Ростовская область)
Орловское сельское поселение — муниципальное образование в Орловском районе Ростовской области.
Административный центр поселения — посёлок Орловский.

## Административное устройство
В Орловское сельское поселение входит один  населённый пункт посёлок Орловский.

## Население
| 2010    | 2012    | 2013    | 2014    | 2015    | 2016    | 2017    | 2018    | 2019    |
| ------- | ------- | ------- | ------- | ------- | ------- | ------- | ------- | ------- |
| 20 002  | ↘19 779 | ↘19 576 | ↘19 327 | ↘19 166 | ↘19 012 | ↘18 757 | ↘18 590 | ↘18 332 |
| 2020    | 2021    |         |         |         |         |         |         |         |
| ↘18 220 | ↘18 094 |         |         |         |         |         |         |         |